# Зина Гарисон
Зина Лина Гарисон (енгл. Zina Lynna Garrison; Хјустон, 16. новембар 1963) је бивша америчка тенисерка, која је играла тенис професионално од 1982. до 1997. године. Освојила је 14 титула у појединачној конкуренцији, у којој јој је највиша позиција на ВТА листи била 4. место.
Гарисон је била финалисткиња у синглу на Вимблдону 1990. У конкуренцији женских парова, освојила је 20 титула. Такође је освојила златну медаљу на Олимпијским играма 1988. у Сеулу, у конкуренцији женских парова, заједно са Пем Шрајвер. На истим играма је освојила бронзану медаљу у појединачној конкуренцији.